# William Cliff
William Cliff (Gembloux, 27. prosinca 1940.), belgijski pjesnik francuskog jezika.
Četvrto dijete u obitelji koja ih je imala devetoro, studirao je književnost i filozofiju. Interesirajući se za katalonskog pjesnika Gabriel Ferratera, otići će susresti ga, prevesti nas francuski, i priznati za onoga tko je na njega ostavario presudan utjecaj.
Njegove pjesme su imale sreću da brzo budu zamijećene od Rejmona Kenoa, i on 'e sustavno biti objavljivana kod Gallimarda sve do 1986. godine. Dok je drugima san stići do Gallimarda on je počeo s njim.
Živi u Bruxellesu, po pjesničkim potkrovljima, otkud se s vremena na vrijeme izvuče i nestane na neko vrijeme krstareći svijetom, najprije Europom, potom stiže sve do Amerike i Azije. Ta putovanja, koja će dati materijal za Ameriku, Na Orijentu, dat će novi polet njegovom djelu. Sve do tada pjesme su bile samo evokacija i revokacija susreta na "homoseksualnim sastajalištima". Sad ulaze "treći svijet" (svijet još živi !), ocean... Cliff se zapitkuje o drugome, sebi...
Stil Williama Cliffa eksplodira (deranžira nesumnjivo) u frankofonoj poeziji njegovog doba. Ponovo ga nalazimo kod Queneaua, dakle, ili u pjesmama Georgesa Perrosa, kod Jeana Geneta ili Charlesa Péguya. Među pjesnicima koji će slijediti, samo stihovi Michela Houellebecqa navode tu na razmišljanje. Iako je demarš bitno različit : ako Houellebecq piše u razočaranju poput "nedjeljnog pjesnika" da bi iskazao svoju potrebu o potvrđivanju svog mjesta u svijetu, Cliff staje u red uz velikane prošlosti Srednjeg vijeka (kao obrasce on citira Marguerite de Navarre, Charles d'Orléans, ali njegova je egzistencije prije ona u Françoisa Villona).
Dugo vremena privržen svojoj poeziji, često u tradicionalnoj formi, u posljednje vrijeme on objavljuje i romane.

## Djela
- Čovjek sam (Homo sum), Gallimard, in Cahier de poésie 1, 1973
- Zgazite ga (Écrasez-le), Gallimard, 1976
- Hodati po ugljenu (Marcher au charbon), Gallimard, 1978
- Amerika (America), Gallimard, 1983
- Na Orijentu (En Orient), Gallimard, 1986
- Konrad Detrez (Conrad Detrez), Le Dilettante, Paris, 1990
- Nacionalni blagdan (Fête Nationale), Gallimard, 1992
- Autobiografija (Autobiographie), La Différence, 1993
- Dnevnik Nedužnog (Journal d'un Innocent), Gallimard, 1996 (prevedeno od Tomislava Dretara dijelom objavljeno u tjedniku Hrvatsko slovo i časopisu Most (Mostar))
- Belgijsko stanje (L'État belge), poèmes, La Table Ronde, 2001
- Sveta obitelj (La Sainte Famille), roman, La Table Ronde, 2001
- Zbogom domovino (Adieu patries), Le Rocher, coll. Anatolia, Monaco, 2001
- Putnik (Le Passager), (roman) Le Rocher, coll. Anatolia, Monaco, 2003
- Sprijeda unatrag u la Rochère (Passavant la Rochère), Virgile, 2004
- Dodž (La Dodge), roman, Le Rocher, coll. Anatolia, Monaco, 2004